# Блэкбернский собор
Блэкбернский собор (англ. Blackburn Cathedral), официальное название — Собор Святой Девы Марии и Святого Павла (англ. The Cathedral Church of Blackburn Saint Mary the Virgin with St Paul) — кафедральный собор Церкви Англии диоцеза Блэкберна. Находится в центре города Блэкберн, графство Ланкашир, Англия. На территории собора более тысячи лет всегда находилась церковь, а первая каменная церковь здесь была построена ещё во времена нормандской династии.

## История
С созданием диоцеза Блэкберна в 1926 году (выделен из диоцеза Манчестера) впечатляющая приходская церковь Святой Марии Девы Марии получила статус кафедрального собора. Церковь, построенная в 1826 году по проекту архитектора Джона Палмера, образует неф современного собора. Она заменила приходскую церковь, снесённую в 1819—1820 годах.

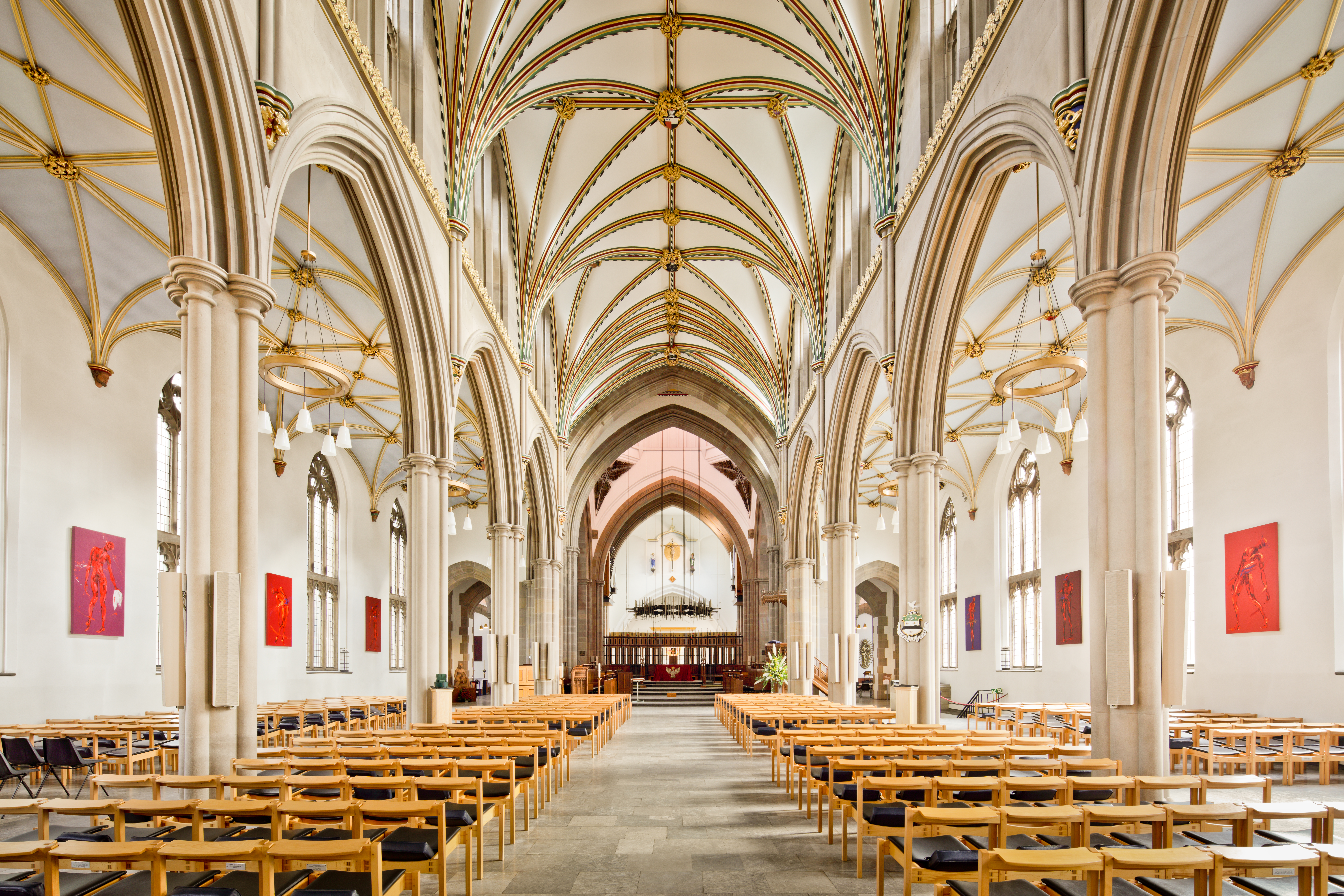
Неф

В начале 1930-х годов начался сбор средств на расширение собора, чтобы привести здание в соответствующий новому статусу вид. К 1938 году было собрано достаточно денег, и начались работы по расширению нового собора. строительные работы прерывались на время войны, но впоследствии были возобновлены и продолжались в 1950-е и до начала 1960-х годов. После смерти архитектора В. А. Форсайта в 1950 году к проекту присоединился архитектор Лоуренс Кинг, который спроектировал тибуриум, ставший отличительной особенностью собора. Тибуриум, состоящий из 56 различных окон из цветного стекла, и модернистский тонкий алюминиевый шпиль были завершены в 1967 году. Собор был окончательно завершён в 1977 году и был освящён как Блэкбернский в том же году.
Северный трансепт содержит восемь откидных стульев на хорах, датируемых XV веком. Неизвестно, когда точно они были установлены, но считается, что они были привезены из аббатства Уолли. Если это так, то их привезли на склад строителей после роспуска монастырей, но поскольку собор был построен лишь в XIX веке, сиденья не использовались 300 лет.
17 апреля 2014 года в соборе прошла королевская церемония в честь Великого четверга. По традиции, королева Елизавета II раздала деньги Монди 88 мужчинам и 88 женщинам. Это был первый визит королевы в собор.